# قسم برنطین الریفی
قسم برنطين الریفی هي إحدى الاقسام الواقعة في الجزء الأوسط من مقاطعه رودان في محافظة هرمزكان في إيران . مركز هذه القسم هو قرية برنطين .

## ملامح
ومن ناحية الموقع الجغرافي تقع قرية برنطين في الجزء الجنوبي من مقاطعه رودان . معظم الناس في هذه المنطقة هم من البستانيين والمزارعين ويتحدثون لهجة بنداري .

## نفوس
وفقا لتعداد السكان والمساكن لعام 2016 ، بلغ عدد سكان منطقة برينتين الريفية 6623 نسمة..